# Coelioxys elegantula
Coelioxys elegantula är en biart som beskrevs av Johann Dietrich Alfken 1934. Coelioxys elegantula ingår i släktet kägelbin, och familjen buksamlarbin. Inga underarter finns listade i Catalogue of Life.